# Michel Laville
Pour les articles homonymes, voir Laville.
 (avril 2025).
Pas d'image ? Cliquez ici

a Compétitions nationales et continentales officielles uniquement.

b Matchs officiels uniquement.
Michel Laville, né le 21 août 1955 à Penne-d'Agenais (Lot-et-Garonne), est un joueur international français de rugby à XIII évoluant au poste de demi d'ouverture ou de centre dans les années 1970 et 1980.
Il fait sa carrière au sein du club de l'U.S. Villeneuve remportant avec celui-ci le Championnat de France en 1980 et la Coupe de France en 1979 et 1984. Il connaît des sélections en équipe de France entre 1981 et 1983.
Il devient dans les années 2010 adjoint aux sports et de la vie associative de la ville de Villeneuve-sur-Lot.

## Palmarès
- Collectif :
  - Vainqueur du Championnat de France : 1980 (Villeneuve-sur-Lot).
  - Vainqueur de la Coupe de France : 1979 et 1984 (Villeneuve-sur-Lot).
  - Finaliste du Championnat de France : 1974, 1981, 1983 et 1984 (Villeneuve-sur-Lot).

### Détails en sélection
| 1. | 6 décembre 1981  | Grande-Bretagne | 0-37 | Test-match | Remplaçant       | - | - | - | - |
| 2. | 20 décembre 1981 | Grande-Bretagne | 19-2 | Test-match | Demi d'ouverture | 1 | - | - | 1 |
| -. | 31 juillet 1982  | Grande-Bretagne | 8-7  | Test-match | Demi d'ouverture | - | - | - | - |
| 3. | 18 décembre 1982 | Australie       | 9-23 | Test-match | Remplaçant       | - | - | - | - |
| 4. | 20 février 1983  | Grande-Bretagne | 5-20 | Test-match | Demi d'ouverture | - | - | - | - |